# Straßenbahn Zittau
Die Straßenbahn Zittau war ein Straßenbahnbetrieb in Zittau, Sachsen. Sie wurde von der Städtischen Straßenbahn Zittau (SSZ) betrieben, einem kommunalen Eigenbetrieb.

## Vorgeschichte
Erste Überlegungen zum Bau einer Straßenbahn in Zittau gehen bis in das Jahr 1895 zurück. In einem Brief vom 21. Juni 1895 offerierte ein Ingenieur aus Trachau bei Dresden eine Straßenbahn mit Gasmotor-Antrieb. Diese sollte eingleisig in Normalspur ausgeführt werden und vier Linien ausschließlich für den Personenverkehr und drei kombinierte Personen-/Güterverkehrslinien umfassen. Technische wie wirtschaftliche Bedenken führten letztlich im Frühjahr 1897 zum Scheitern des Projekts.
In den folgenden eineinhalb Jahren trafen insgesamt acht Angebote von zum Teil renommierten Unternehmen ein, die in Zittau eine elektrische Straßenbahn bauen wollten. Am 14. Mai 1898 stimmte der Stadtrat dem Bau einer Straßenbahn prinzipiell zu und beauftragte die Stadt, konkrete Angebote einzuholen. Die Continentale Gesellschaft für elektrische Unternehmungen aus Nürnberg, ein Tochterunternehmen der Elektrizitäts-AG vormals Schuckert & Co., erhielt schließlich den Zuschlag.
Am 17. September 1898 wurde ein Vertrag zwischen der Stadt Zittau und der Continentale geschlossen, der den Bau von vier Linien in Meterspur, eingleisig mit Ausweichen und oberirdischer Stromzuführung vorsah. Bürokratische Hürden verhinderten die rasche Aufnahme des Baus. Als dann Anfang des Jahres 1900 die sächsischen Ministerien die Erteilung der Konzession zum Bau und Betrieb einer Straßenbahn in Zittau zu erteilen bereit waren, lehnte die Continentale ab. Auch intensive Bemühungen der Stadt und Eingaben von Zittauer Unternehmern änderten an dieser Situation nichts, am 14. November 1900 gab die Continentale die Konzession an den Staat zurück. Wirklicher Grund hierfür dürften aber nicht die unannehmbaren Konzessions-, sondern vielmehr veränderte wirtschaftliche Rahmenbedingungen gewesen sein.

## Ausstellungsbahn 1902

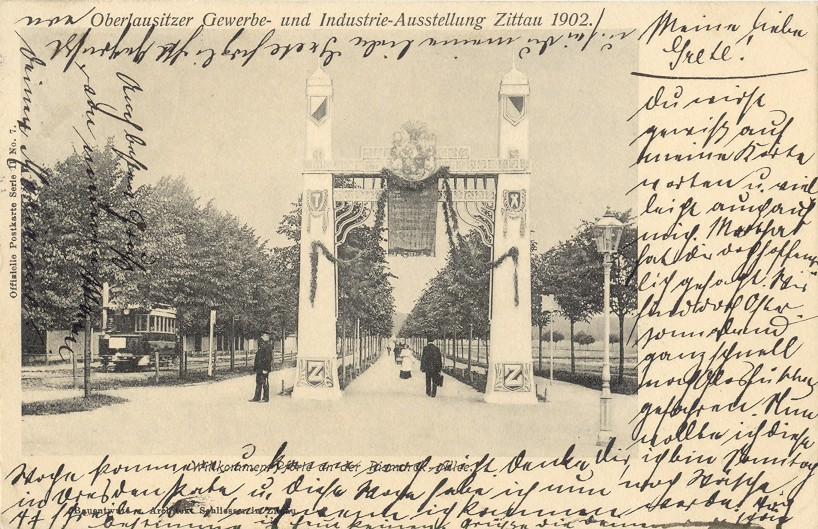
Ausstellungsbahn (offizielle Ansichtskarte Nr. 7)

Im Jahre 1902 wurde dann im Rahmen der Oberlausitzer Gewerbe- und Industrieausstellung in Zittau auf der Linie Haberkornplatz (Hotel „Reichshof“) – Augustusallee (heute Theaterring) – Frauenthorstraße (heute Rosa-Luxemburg-Straße) – Görlitzer Straße – Lutherplatz – Bismarckallee (heute Weinauallee) bis zur Hauptpforte der Ausstellung im Weinaupark eine provisorische Ausstellungsbahn betrieben. Dazu hatte sich im Juni 1901 als einer von neun Ausschüssen zur Vorbereitung der Ausstellung ein Verkehrsausschuss gebildet, zu dessen Aufgaben es gehörte, „für eine günstige und billige Verbindung der Ausstellung mit dem Bahnhofe Sorge zu tragen“.
Zunächst wurde bei der Allgemeinen Elektricitäts-Gesellschaft (AEG) in Berlin angefragt, ob diese eine Straßenbahn bauen wolle, wegen des Fehlens eines E-Werks wurde dies jedoch abgelehnt. Auch der Bau einer Dampfstraßenbahn wurde erwogen, es gab aber zahlreiche Einwände wegen der zu erwartenden Belästigungen durch den Abdampf. Schließlich machte der Zittauer Bauunternehmer Hennig das Angebot, auf eigene Rechnung eine elektrische Straßenbahn zu bauen.
Am 13. Mai 1902 fasste der Stadtrat den Beschluss, dass Hennig die Bahn bauen und 100 Tage lang betreiben dürfte. Schon am 24. Mai erteilte das sächsische Innenministerium die Erlaubnis zum Bau und Betrieb einer provisorischen elektrischen Straßenbahn in Zittau. Darin enthalten war auch die Forderung, nach Ablauf der genehmigten Betriebszeit den früheren Zustand wiederherzustellen. Am 2. Juni begann der Bau, der aber nicht zum Ausstellungsbeginn fertiggestellt werden konnte – erst am 28. Juni wurde die Probefahrt auf der circa 1,9 Kilometer langen Strecke vorgenommen. Gefahren wurde von 8:00 Uhr morgens bis 1:00 Uhr nachts viertelstündlich, tagsüber bei Bedarf alle zehn Minuten. Der Fahrpreis betrug 15 Pfennig. Am letzten Ausstellungstag um 18:00 Uhr wurde der Betrieb eingestellt und anschließend die Bahn wieder abgebaut. Insgesamt wurden während des 86 Tage dauernden Betriebs 270.979 Fahrgäste befördert.
Aus technischer Sicht sind folgende Aspekte bemerkenswert:

Die Bahn verkehrte auf Gleisen der Spurweite 1450 mm, was daraus resultierte, dass Unternehmer Hennig einige Gleise bei der Deutschen Straßenbahn Gesellschaft Dresden auslieh, die diese im Jahre 1900 für eine Ausstellungsbahn zum Bundesschießen im Ostragehege verwendet hatte. Die eingesetzten Fahrzeuge verfügten über riesige, zwei Tonnen schwere Akkumulatoren, die an den Endhaltestellen aufgeladen werden konnten und es erlaubten, einen Teil der Strecke ohne Oberleitung zu fahren. Dies wurde anfangs auf dem Teilstück Haberkornplatz (Hotel „Reichshof“) – Frauenthorstraße (Ecke Komturstraße) auch praktiziert, bewährte sich aber wegen der zu überwindenden Steigungen nicht. Deshalb wurde bereits in der zweiten Julihälfte eine durchgehende Fahrleitung montiert, woraufhin die schweren Akkumulatoren ausgebaut wurden. Die Stromversorgung erfolgte über einen durch eine Dampfmaschine betriebenen Generator. Da beide Maschinen Bestandteil der Ausstellung waren, dürften deren Aufstellung und Betrieb durch die ausstellenden Firmen finanziert worden sein.

## Städtische Straßenbahn 1904 bis 1919

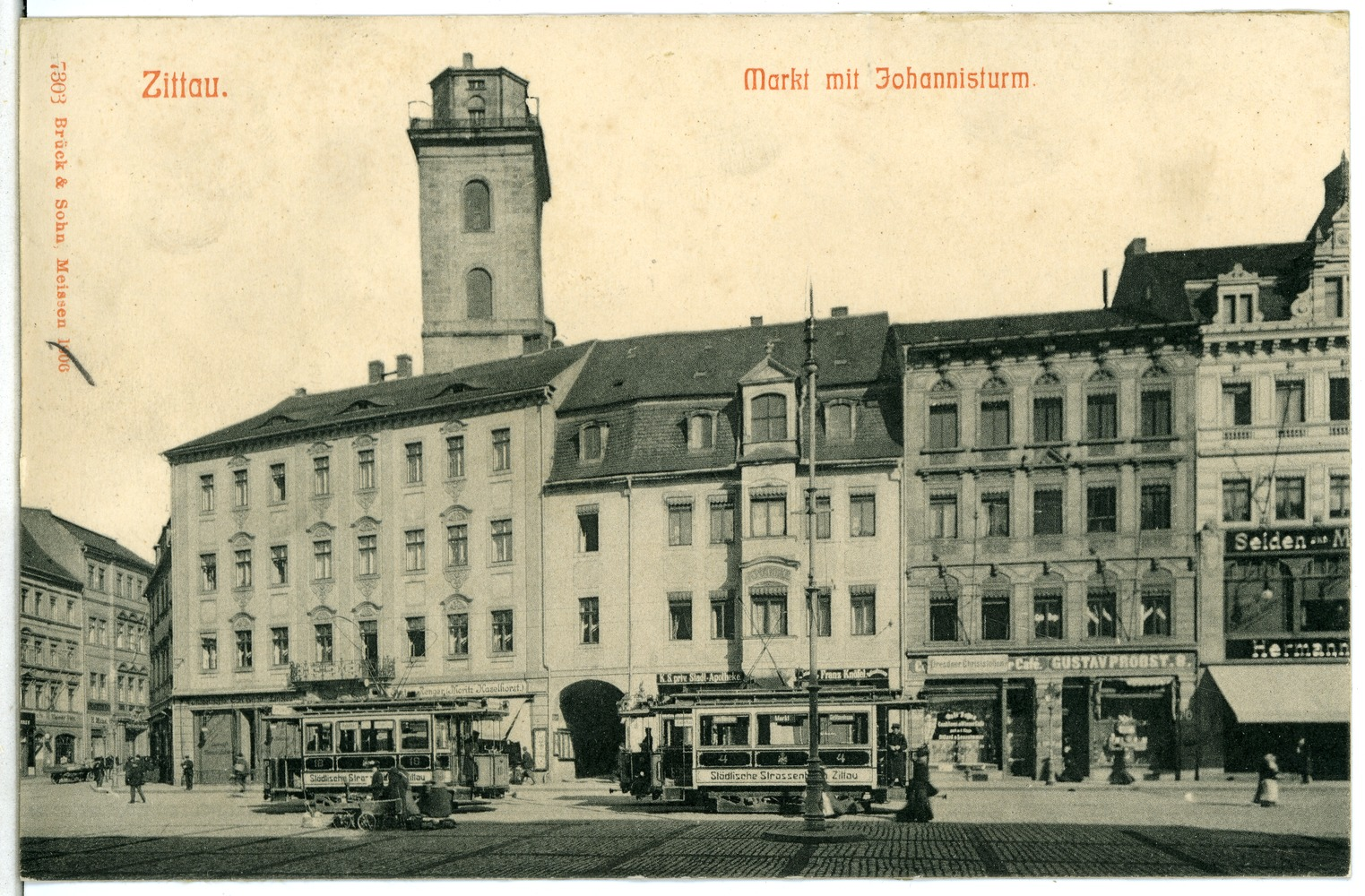
Straßenbahnen beim Johannisturm

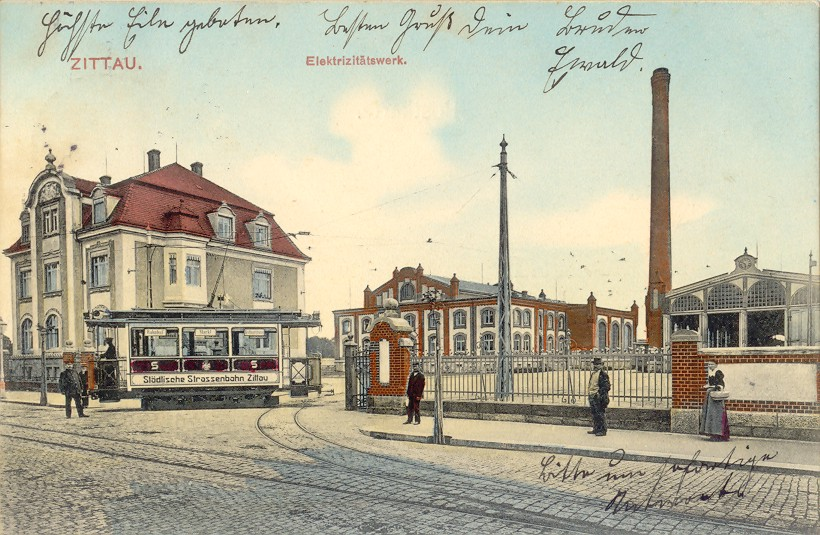
Der Betriebshof um 1910

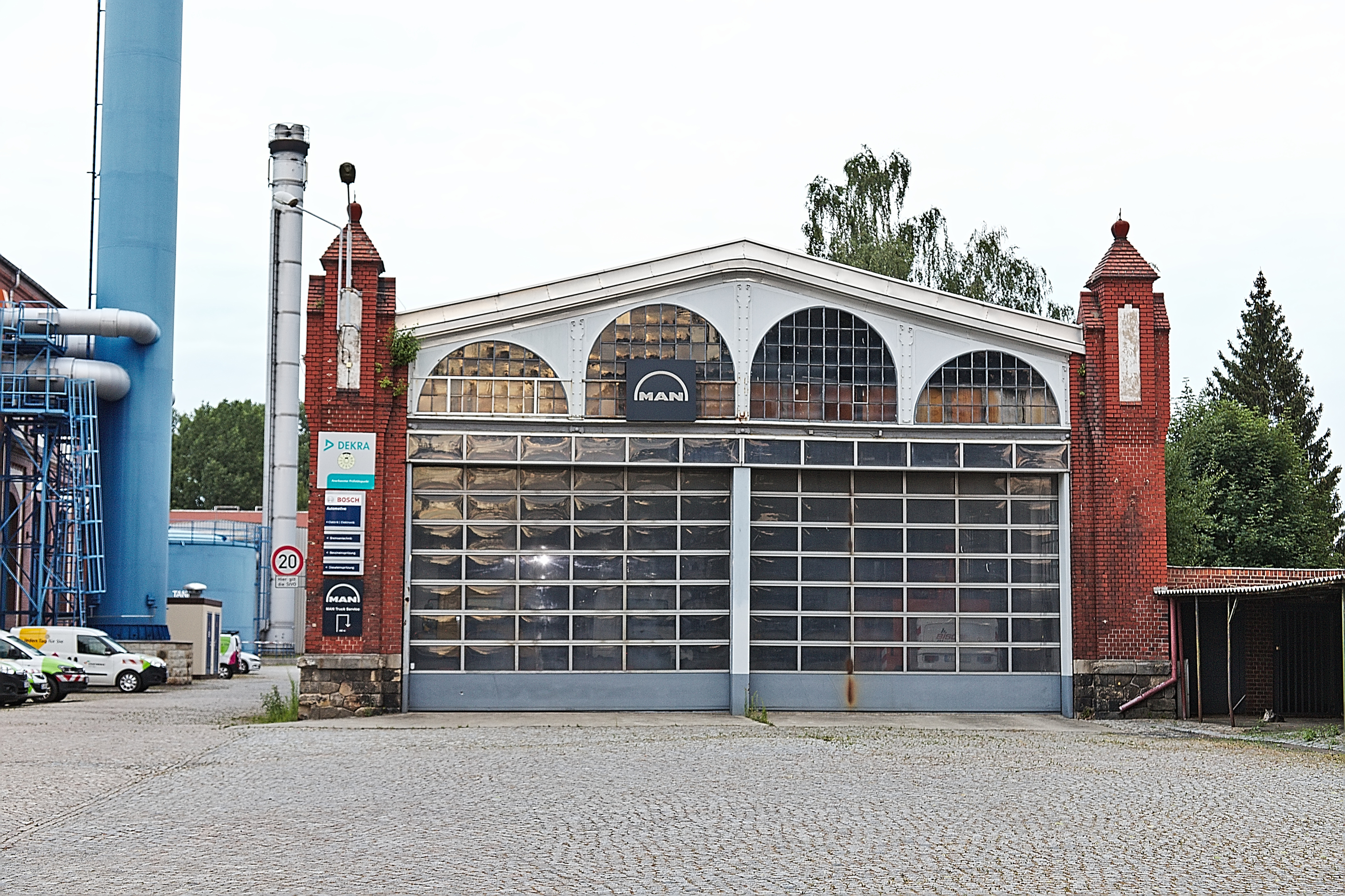
Das ehemalige Straßenbahndepot (2019)

### Planung
Nach dem im Großen und Ganzen erfolgreichen Projekt der Ausstellungsbahn war die Zeit reif für eine permanente Straßenbahn. Am 18. März 1903 wurde vom Stadtrat beschlossen, ein Elektrizitätswerk für die Stromversorgung der Stadt und eine Straßenbahn zu bauen. Die Entscheidung fiel äußerst knapp, fünf Stadträte wollten nur das Elektrizitätswerk bauen, sechs stimmten für den gleichzeitigen Bau der Straßenbahn. Am 17. April stimmte auch die Stadtverordnetenversammlung dem Projekt zu, zwar nach heftiger Debatte, letztlich aber einstimmig.
So konnte mit der Ausschreibung begonnen werden, mit der man sich an die Unternehmen wandte, die schon 1898 die seriösesten Angebote unterbreitet hatten, nämlich:
- AEG, Berlin
- Elektrizitäts-AG vormals W. Lahmeyer & Co., Frankfurt am Main
- Helios Elektricitäts-AG, Köln-Ehrenfeld
- Siemens-Schuckertwerke, Berlin

Am 30. September 1903 prüfte ein Sonderausschuss im Namen der Stadt die Angebote für den Bau eines Elektrizitätswerks und zweier meterspuriger Straßenbahnlinien:
- Bahnhof – Markt – Grottauer Straße
- Äußere Weberstraße – Markt – Frauenthorstraße – Poritzscher Straße

einschließlich einer Kosten- und Rentabilitätsberechnung. Am 23. November wurden die Angebote unter Anwesenheit von drei der vier Firmen verglichen. Wegen der zahlreichen Details sah sich der Ausschuss nicht in der Lage sofort zu entscheiden. Nach Einholung eines externen Gutachtens und intensiven Diskussionen entschied man sich schließlich am 19. Januar 1904, den Auftrag zu teilen. Das Kraftwerk sollte von den Siemens-Schuckertwerken, das Leitungsnetz und die Straßenbahn von der AEG gebaut werden. Drei Tage später bestätigte der Stadtrat die Entscheidungen.

### Bau und Betrieb
Am 10. April wurde dann mit dem Bau begonnen und bereits am 17. April waren die ersten 700 Meter fertiggestellt. Geplant waren zunächst zwei Linien. Die weiße Linie sollte vom Bahnhof über die Bahnhofstraße, die Bautzner Straße, den Markt- und Rathausplatz, die Reichenberger Straße, Kaiser-Wilhelm-Platz und den Königsplatz zur Äußeren Grottauer Straße führen. Für die rote Linie war eine Führung von der Äußeren Weberstraße über die Innere Weberstraße, den Markt- und Rathausplatz, die Frauenstraße und die Frauentorstraße bis zur Bahnbrücke der Zittau-Reichenberger Eisenbahn in der Görlitzer Straße geplant. Am 17. November waren die Strecken vollendet und am 14. Dezember 1904 begann der Betrieb.
Am 21. Dezember 1905 wurde als drittes die blaue Linie, vom Bahnhof über die Bahnhofstraße, die Hospitalstraße und die Äußere Oybiner Straße bis zur Stadtgrenze zu Olbersdorf in Betrieb genommen. Am 10. Juni 1909 wurde die rote Linie bis zur Weinau um 1,1 Kilometer verlängert. Insgesamt hatten die drei Strecken eine Länge von 9,1 Kilometern. Die Fahrtrichtungsanzeiger der Triebwagen der einzelnen Linien waren in den entsprechenden Farben lackiert.

### Einstellung
Ein Nachteil der Bahn war, dass sie an Wochentagen wenig genutzt wurde, während sie an Wochenenden kaum alle Fahrgäste befördern konnte. Nachdem der Fahrplan wegen des Ersten Weltkriegs ausgedünnt wurde und weil nach dem Krieg die vom Personal geforderten höheren Löhne die Kosten für die Fahrkarten nach oben trieben und daher immer weniger Fahrgäste die Bahn nutzten, beschloss der Rat am 24. Oktober 1919, die Straßenbahn stillzulegen. Am 17. November 1919 fuhr dann die letzte Straßenbahn durch Zittau. Die letzten Schienen der Bahn wurden erst in den 1930er Jahren abgebaut. Einige Oberleitungsrosetten an den Häusern entlang der Strecken sowie die erhalten gebliebene Fahrzeughalle an der Friedensstraße zeugen noch heute von der nur fünfzehnjährigen Geschichte der Zittauer Straßenbahn.

## Neubaupläne in der DDR
Nach Planungen von Mitte der 1980er Jahre sollte ein neuer Straßenbahnbetrieb entstehen, der sowohl Oybin als auch Jonsdorf angeschlossen hätte. Beginnend am Bahnhofsvorplatz sollte sie dem Verlauf der Arndtstraße folgen, an der Schillerstraße die Eisenbahnstrecke nach Reichenberg unterqueren, danach parallel zwischen Leipziger Straße und Bahndamm nach Süden verlaufen und vor dem Haltepunkt auf den Bahndamm der dann stillgelegten Schmalspurbahn verschwenken.
Diesem Trassenverlauf sollte die Bahn bis zum Bahnhof Zittau Vorstadt folgen und dann in einem großen Bogen den Tagebau umfahren und über Eichgraben und Olbersdorf wieder auf dem Planum der Schmalspurbahn bis nach Oybin und Jonsdorf fahren. Aufgrund der Wende und friedlichen Revolution in der DDR und dem verfügten Ende des Braunkohleabbaus im Tagebau Olbersdorf wurden die schon detailliert ausgearbeiteten Pläne nicht weiter verfolgt.